# Región Marítima
Marítima (Maritime en francés) es la más meridional de las regiones de Togo. Lomé es tanto la capital regional como nacional. Es la más pequeña de las regiones aunque tiene la mayor población. Otras ciudades importantes de la región Marítima son Tsévié y Aného.
- Datos: Q316291
- Multimedia: Maritime Region / Q316291